# Gaspare Diziani
Gaspare Diziani (Belluno, 1689 - Venecia, 17 de agosto de 1767) fue un pintor italiano de finales del período Barroco o Rococó, activo principalmente en el Véneto, pero también en Dresde y Múnich. 

## Biografía
Su primera formación fue en su ciudad natal de Belluno con Antonio Lazzarini. Luego se trasladó a Venecia, al estudio de Gregorio Lazzarini y más tarde al de Sebastiano Ricci.  Su carrera corrió pareja en gran medida a la de Lazzarini y su compañero y también alumno de Ricci, Giambattista Tiepolo, que era siete años mayor que él. 
Entre 1710-1720, pintó un grupo de ocho cuadros, entre ellos una María Magdalena para la iglesia de Santo Stefano en Belluno y una Entrada a Jerusalén para San Teodoro en Venecia. También pintó tres frescos sobre la Vida de Santa Elena en la Scuola del Vin, junto a la iglesia de San Silvestro. La celeridad y la seguridad técnica de Diziani son evidentes en sus bocetos preparatorios al óleo, donde el color se aplica en trazos rápidos y enérgicos. 
También trabajó como pintor de paisajes para el teatro y la ópera en Venecia, Múnich (1717), y más tarde en Dresde, junto con Alessandro Mauro. Diziani fue invitado a Roma por el cardenal Ottoboni en 1726 para pintar la decoración de la iglesia de San Lorenzo en Damaso. Esta obra ahora es conocida solo a través de un grabado de Claude Vasconi. 
Otra de sus obras destacadas se conserva en la Sala de Pastelli de Ca 'Rezzonico de Venecia. Es una cuadratura en el techo representando El triunfo de la poesía (alegoría de la Poesía rodeada de la Pintura, Arquitectura, Música y Escultura). 

Trabajos seleccionados
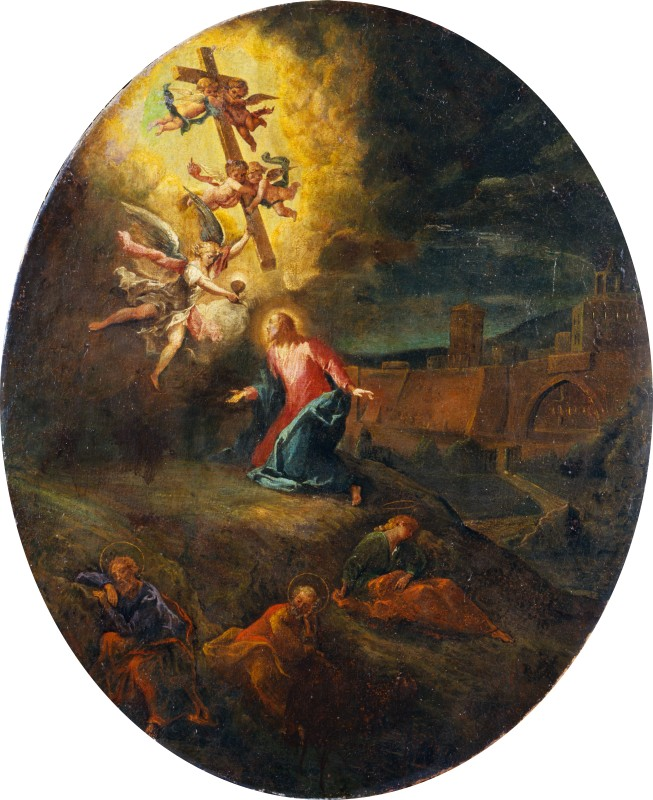
Oración en el huerto de Getsemaní
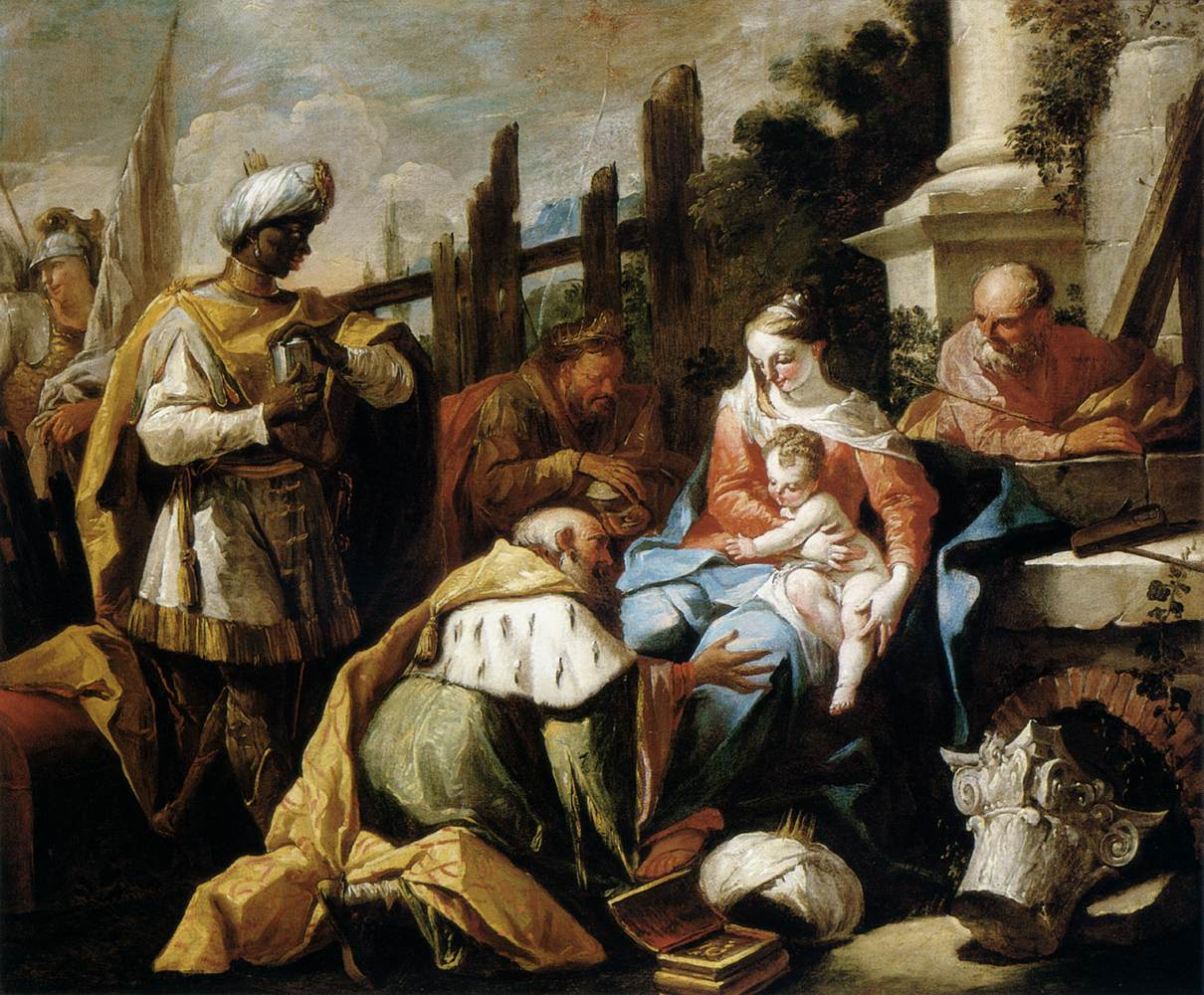
Adoración de los Magos
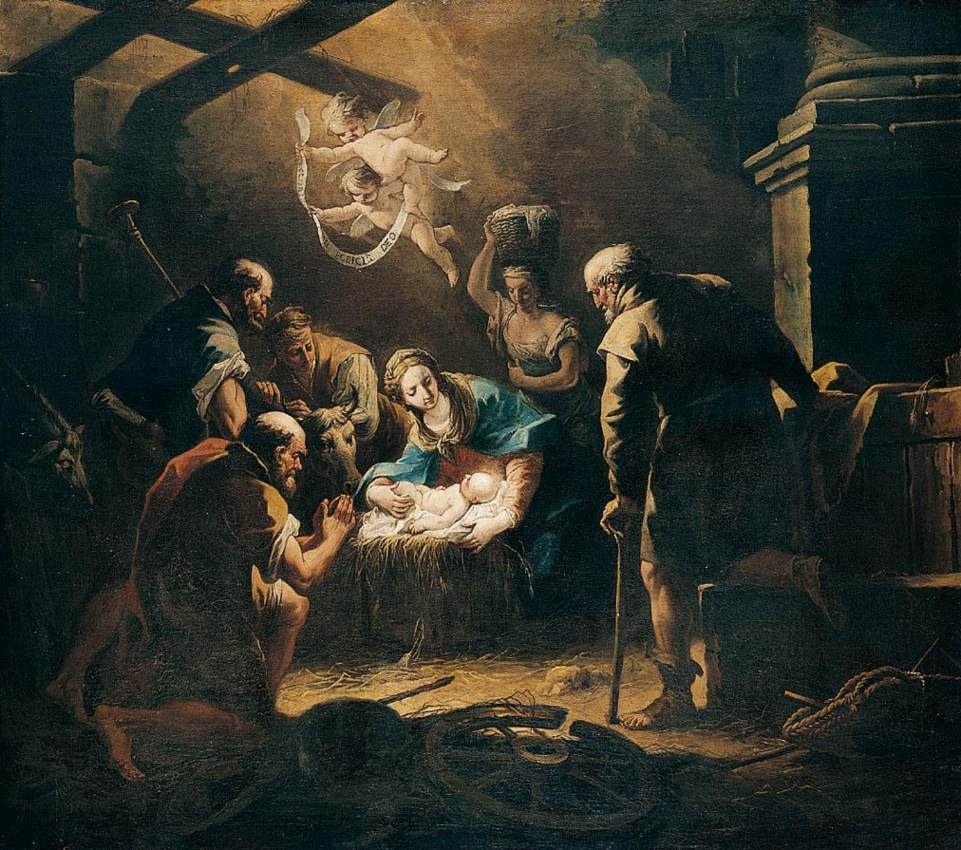
Adoración de los pastores
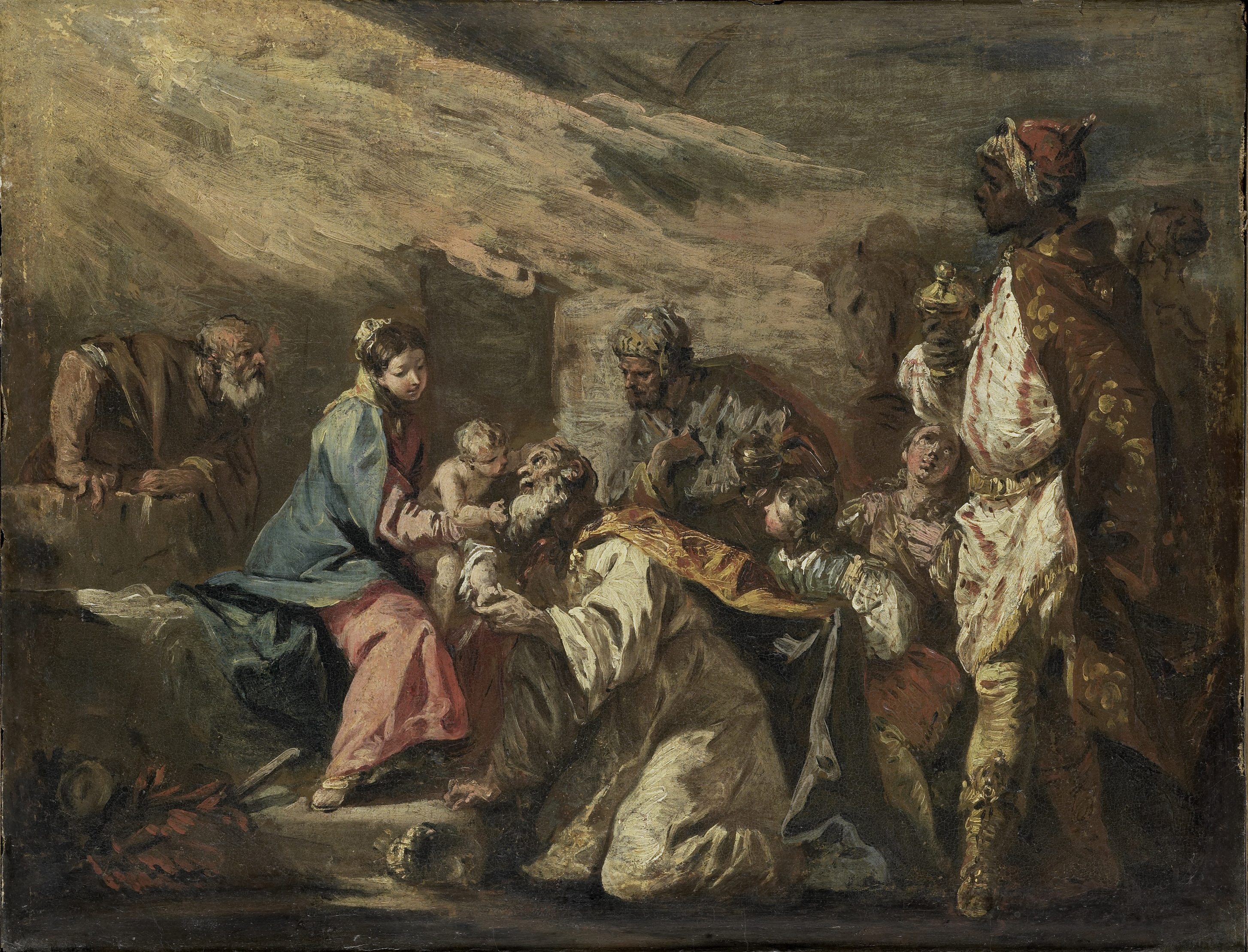
Adoración de los Magos (Rijksmuseum, Ámsterdam)
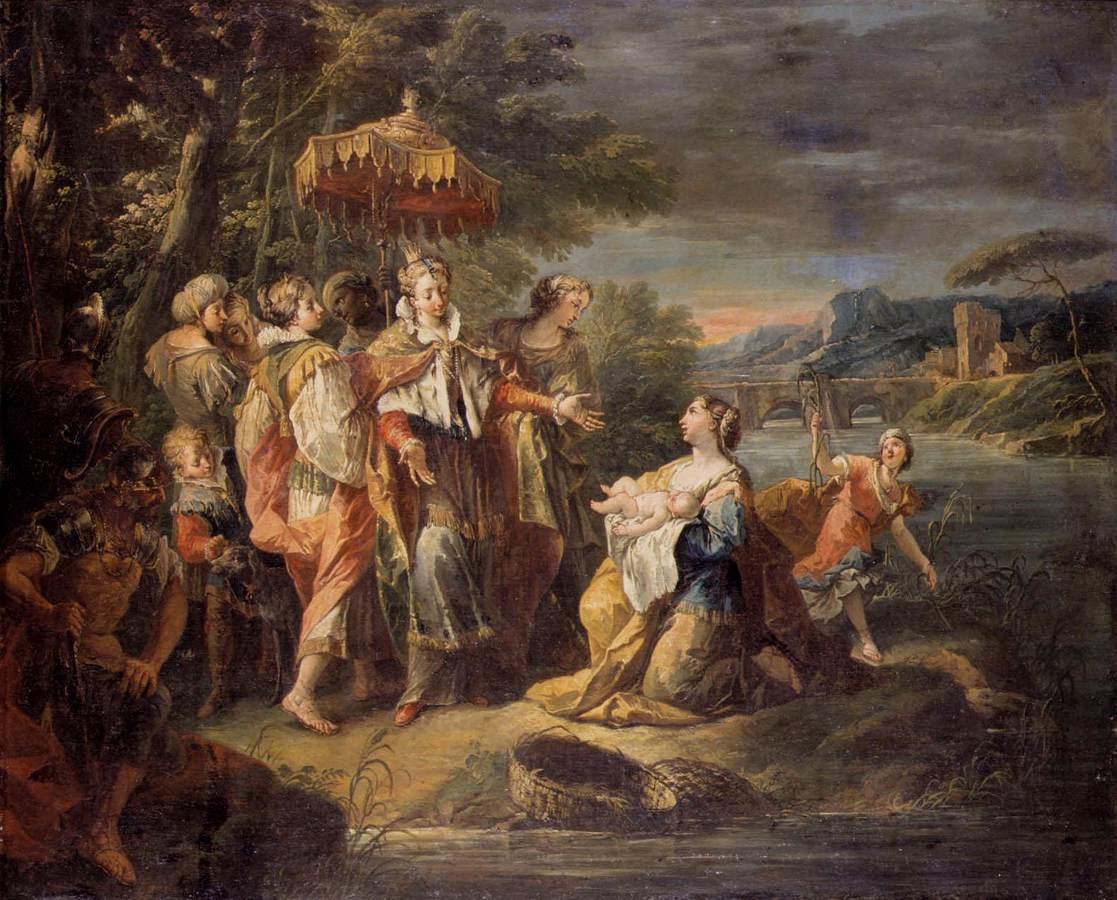
Hallazgo de Moisés
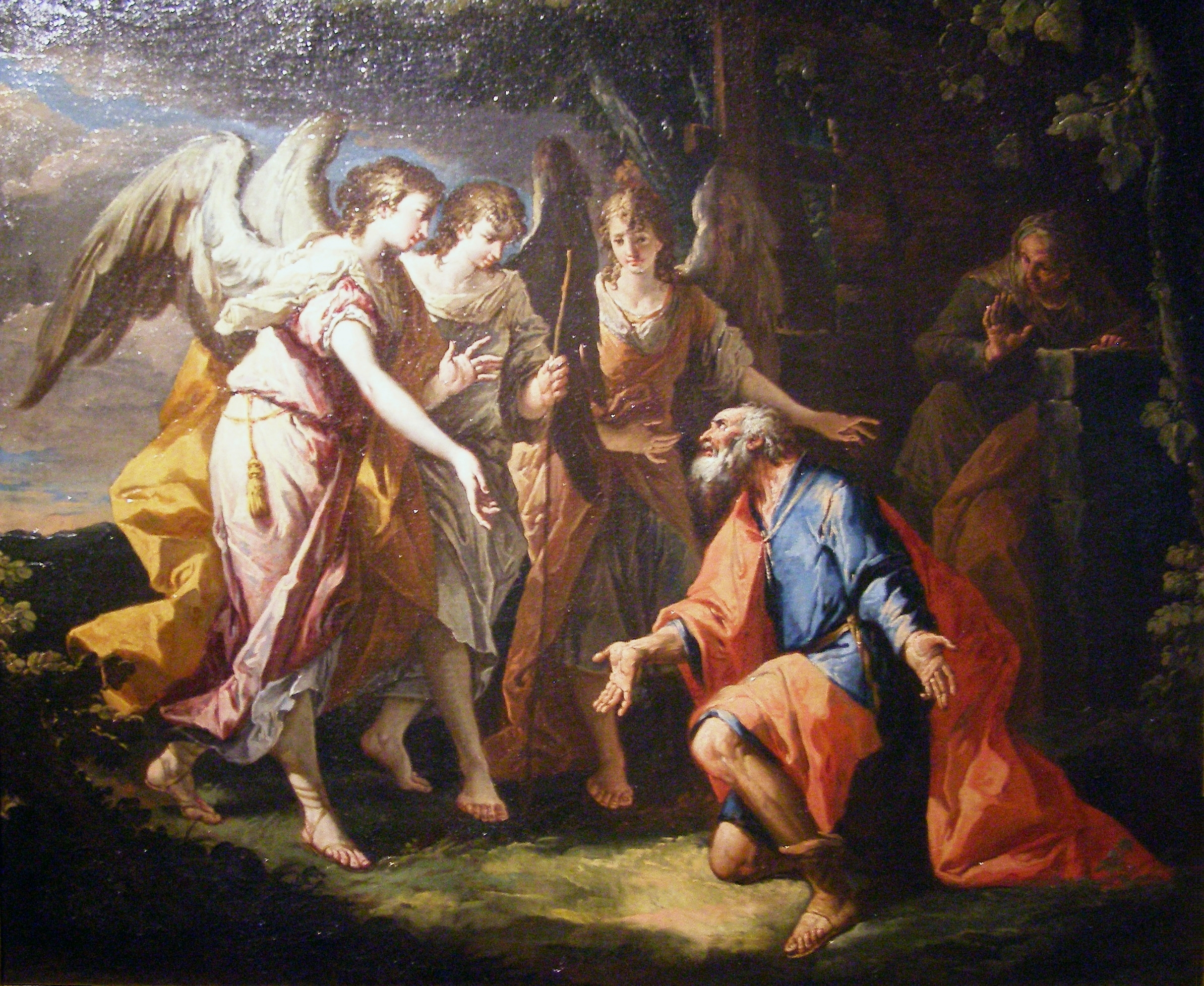
Abraham y los tres Ángeles
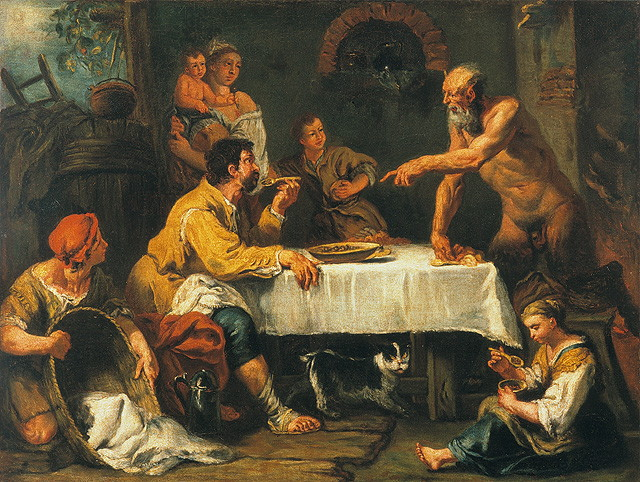
Sátiro y campesinos

## Legado
Tanto Tiepolo como Diziani fueron prolíficos, aunque los encargos de Diziani, especialmente los más tempranos, fueron para dormitorios, pequeños salones y decoraciones escenográficas perecederas, es decir, trabajó más para decoraciones del ámbito privado  mientras que Tiepolo se especializó en decoraciones de grandes estancias de aparato, que abarcaban temas devocionales, mitológicos y alegóricos, más allá y por encima de lo cotidiano.
Alumnos de Diziani fueron Pietro Edwards y Jacopo Marieschi (1711–1794).  Su hijo, Antonio Diziani, pintó interiores y exteriores venecianos (vedutismo). 

## Otros proyectos
- Wikimedia Commons alberga una categoría multimedia sobre Gaspare Diziani.

- Datos: Q744250
- Multimedia: Gaspare Diziani / Q744250